# Léon de Verceil
Léon de Verceil († 1026) est un prélat italien du Moyen Âge qui fut évêque de Verceil, en Italie, au tournant du Ier millénaire.

## Biographie
Léon de Verceil devint en 998 évêque du diocèse italien de Verceil  après l'assassinat de son prédécesseur à l'évêché, Petrus de Verceil, par le Margrave Arduin d’Ivrée.
Conseiller influent de l'empereur Otton III, non seulement l'évêque Léon collabora activement à la politique de restauration de son maître (la Renovatio Imperii Romanorum), mais il imposa avec vigueur les vues de l'empereur au détriment de celles de l'antipape Jean Philagathos dans son propre diocèse.
À la mort d'Otton III, Léon dut défendre les armes à la main ce même diocèse contre les assauts des Margraves ainsi que contre le futur roi d'Italie Arduin d’Ivrée. Même l'empereur Henri II ne parvint pas à secourir Léon, bien que ce dernier l'ait appelé à l'aide.

### Sources
- H. Bloch, Beiträge zur Geschichte des Bischofs Leo von Vercelli und seiner Zeit, Neues Archiv 22,, 1897, p. 11–136
- F. Savio, Gli antichi vescovi d'Italia dalle origini al 1300, Piemonte, 1898, p. 463–465
- H. Dormeier, Die ottonischen Kaiser und die Bischöfe im Regnum Italiae, Kiel, 1997
- H. Dormeier (dir.), Kaiser und Bischofsherrschaft in Italien: Leo von Vercelli, catalogue de l'exposition « Bernward von Hildsheim und das Zeitalter der Ottonen », Hildesheim, 1993, p. 103–112

- (de) Cet article est partiellement ou en totalité issu de l’article de Wikipédia en allemand intitulé « Leo von Vercelli » (voir la liste des auteurs).